# Gmina Leśnica
Gmina Leśnica, německy Gemeinde Leschnitz, je městsko-vesnická gmina v okrese Strzelce v Opolském vojvodství v Polsku. Geograficky se také nachází v mezoregionech Chełm a Kotlina Raciborska a v Horním Slezsku. Správním střediskem je město Leśnica.

## Historie
V letech 1975-1998 se obec nacházela ve starším Opolském vojvodství. V roce 2006 byla v rámci dvojjazyčnosti Horního Slezska ve gmině zavedena němčina jako druhý jazyk.

## Osídlení a doprava
Podle údajů ke dni 31. prosince 2017 žilo v obci 7 751 obyvatel.

### Sídla
- Czarnocin
- Dolna
- Góra Świętej Anny
- Kadłubiec
- Krasowa
- Leśnica
- Lichynia
- Łąki Kozielskie
- Poręba
- Raszowa
- Wysoka
- Zalesie Śląskie

V severní části gminu protíná dálnice A4 ve směru Opole - Gliwice.

## Geografie
Gmina tvoří 12,71% plochy okresu Strzelce. Gminou protéká potok Cedron z povodí veletoku Odra. Jižní část gminy leží v geomorfologickém celku Kotlina Raciborska patřící do Slezské nížiny (Nizina Śląska). Severní část gminy leží v geomorfologickém celku Chełm patřící do Slezské vysočiny (Wyżyna Śląska). Geologie gminy je velmi rozmanitá od spraší, vápenců apod. sedimentárních hornin, krasů, metamorfovaných hornin, čedičových výchozů, nefelinitů a dalších pozůstatků bývalé mořské, vulkanické a ledovcové činnosti. Nejvyšším bodem gminy je zaniklá sopka Góra Świętej Anny s nadmořskou výškou 400,4 m.

## Příroda
Velká část gminy leží v Park Krajobrazowy Góra Świętej Anny včetně geoparku Góra Świętej Anny a dalších přírodních rezervací.

## Galerie

Erb gminy Leśnica
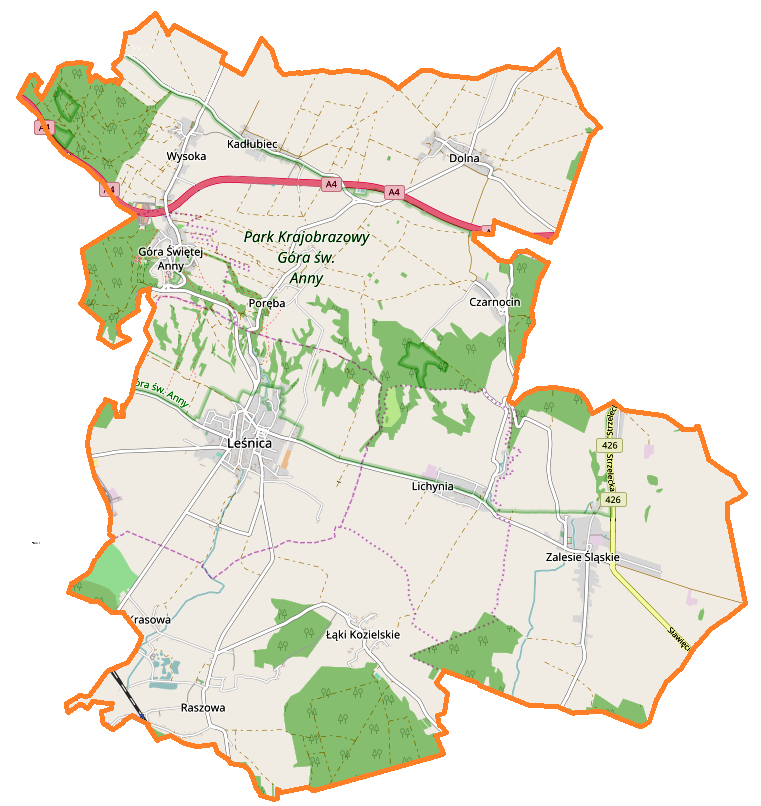
Mapa gminy
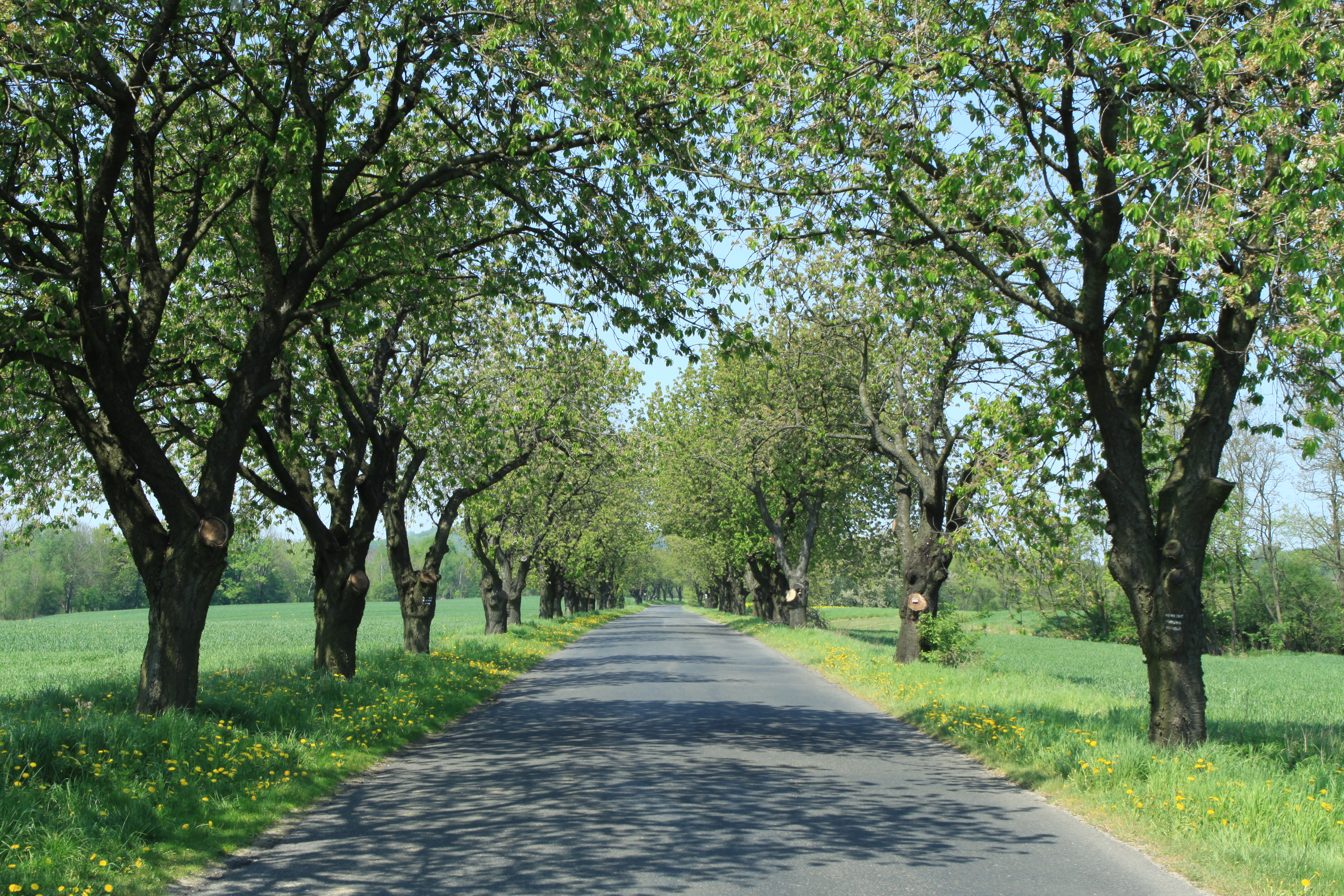
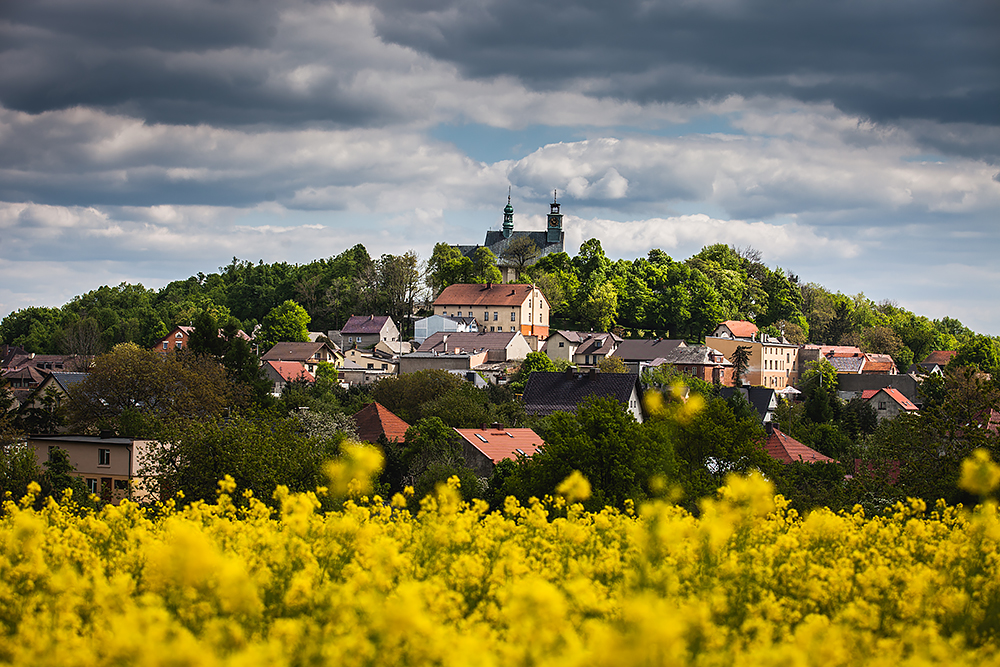
Góra Świętej Anny
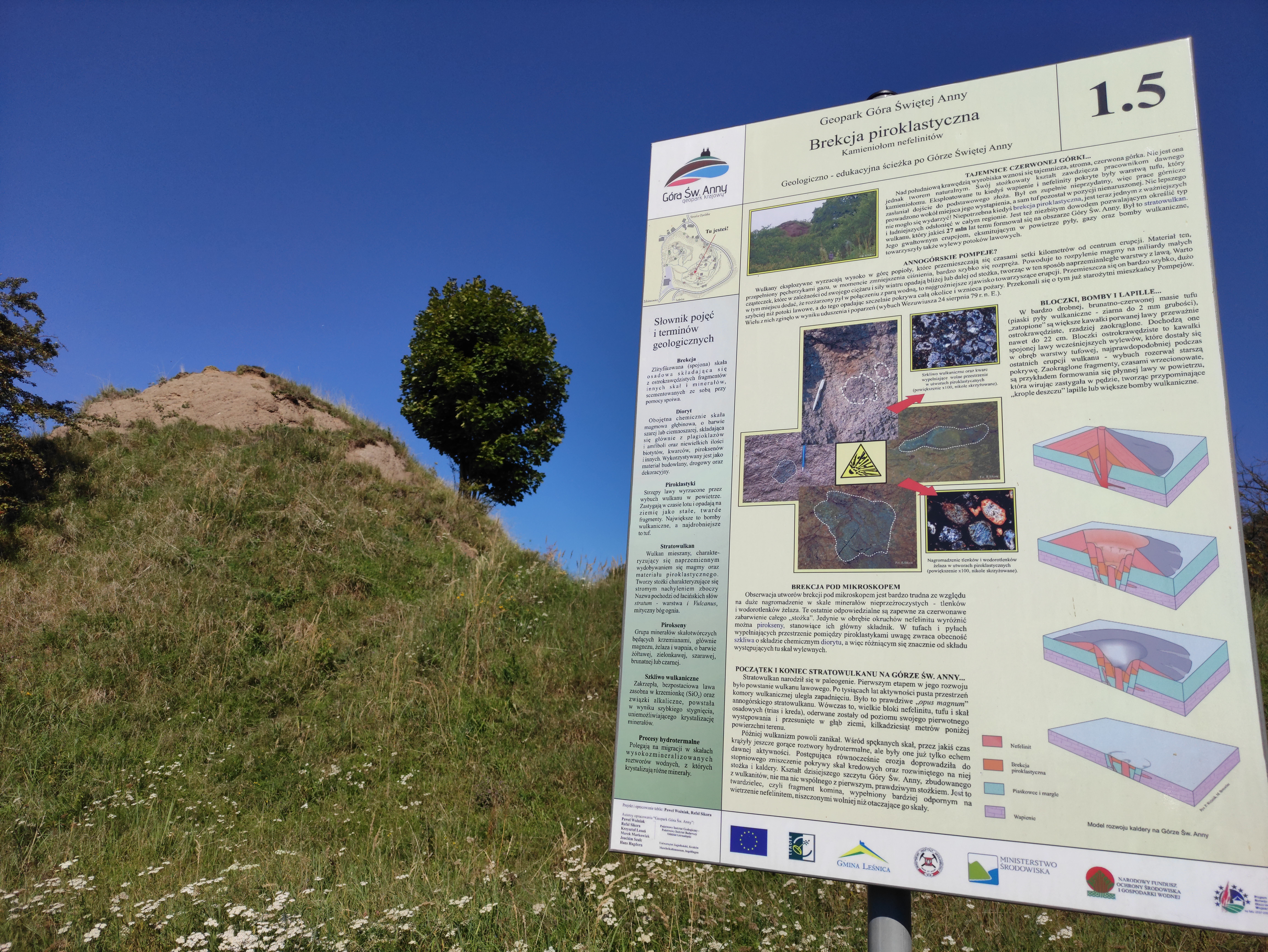
Geopark Góra Świętej Anny